# Maggie Gyllenhaal
Margaret Ruth »Maggie« Gyllenhaal (izg. ˈdʒɪlənhɑːl), ameriška gledališka, filmska in televizijska igralka, * 16. november 1977, New York, New York, ZDA.
Je hči režiserja Stephena Gyllenhaala in scenaristke Naomi Foner Gyllenhaal (roj. Achs) ter starejša sestra igralca Jakea Gyllenhaala. Z igranjem je Maggie Gyllenhaal pričela, ko se je začela pojavljati v filmih svojega očeta, kasneje pa je zaslovela z nedovisno kultno uspešnico Donnie Darko (2001), kjer je imela stransko vlogo. Leta 2002 je doživela svoj preboj s tem, ko je zaigrala v sadomazohistični komediji Tajnica, za katerega je bila nominirana za zlati globus in pritegnila pozornost raznih filmskih kritikov.
Maggie Gyllenhaal je zaigrala v filmih zelo različnih zvrsti, vključno z neodvisnim filmom Sherrybaby (2006), za katerega je bila nominirana za svoj drugi zlati globus, romantično komedijo Moškemu velja zaupati (2006) ter v uspešnicah, kot sta World Trade Center (2006) in Vitez teme (2008). Nato je leta 2009 zaigrala v glasbeni drami Crazy Heart, za katero je bila nominirana za oskarja v kategoriji za »najboljšo stransko igralko.« Večkrat je zaigrala tudi v gledališču, med drugim v gledališki igri Closer (2000), ter se pojavila na televiziji, in sicer v televizijskih filmih in serijah, kot je film Strip Search.
Maggie Gyllenhaal ima že od leta 2002 razmerje z igralcem Petrom Sarsgaardom. Leta 2006 sta se zaročila in 3. oktobra tistega leta dobila hčerko Ramono. 2. maja 2009 sta se poročila v Italiji. Je politično aktivna pri stranki demokratov in, tako kot njena starša in njen brat, podpira Ameriško civilno državljansko združenje (American Civil Liberties Union). Leta 2003 je ob invaziji v Iraku sodelovala pri proti-vojnih demonstracijah. Leta 2005 jo je javnost močno kritizirala, ker je izjavila, da je bila po njenem mnenju Amerika »na nek način odgovorna« za teroristične napade 11. septembra 2001. Aktivno sodeluje pri kampanijah za promoviranje človekovih pravic, civilne prostosti in v boju proti revščini.

## Zgodnje življenje
Margaret Ruth »Maggie« Gyllenhaal se je rodila v New Yorku, kot hči režiserja Stephena Gyllenhaala in filmske producentke ter scenaristke Naomi Foner Gyllenhaal (roj. Achs). Jake Gyllenhaal, njen mlajši brat, je, tako kot ona, igralec. Njen oče je bil vzgojen kot pripadnik cerkve splošna konvencija cerkve Novi Jeruzalem in je član švedske plemiške družine Gyllenhaal; njen zadnji prednik čiste švedske krvi je bil njen pra-pradedek, Leonard Gyllenhaal, voditelj cerkve splošna konvencija cerkve Novi Jeruzalem, ki je podpiral tiskanje in širjenje del te vere. Njena mama prihaja iz judovske družine iz New York Cityja in je bivša žena Erica Fonerja, profesorja zgodovine na univerzi Columbia. Njena starša, ki sta se poročila leta 1977, sta oktobra 2008 vložila zahtevo za ločitev.
Maggie Gyllenhaal je odrasla v Los Angelesu in se šolala na šoli Harvard–Westlake. Leta 1995 je končala šolanje na tej šoli in se preselila v New York, da bi se začela šolati na univerzi Columbia, kjer je študirala literaturo in vzhodne religije; diplomirala je leta 1999. Potem, ko se je šolala na kraljevi akademiji dramske umetnosti v Londonu, je čez poletje kot natakarica delala v restavraciji v Massachusettsu.

## Kariera

### 1992–2002: Zgodnje delo
Prvi filmi Maggie Gyllenhaal - filmski prvenec Waterland (1992) pri petnajstih, kasneje pa še filma A Dangerous Woman (1993) in Homegrown (1998) - so bili filmi njenega očeta; v zadnjih je zaigral tudi njen mlajši brat, saj sta imela oba dva stranske vloge kot otroka. Skupaj s svojo mamo sta se Maggie in Jake Gyllenhaal pojavila v dveh epizodah italijanske kuharske oddaje Molto Mario, ki se je vrtela na kanalu Food Network. Potem, ko je končala s šolanjem na kolidžu, je zaigrala stranske vloge v filmih, kot sta Cecil B. Demented (2000) in Fantje mojega življenja (2001). Maggie Gyllenhaal je kasneje postala bolj prepoznavna, ko je zaigrala sestro svojega resničnega brata v neodvisni kultni uspešnici Donnie Darko (2001).
V gledališču je prvič zaigrala leta 2000, ko je v gledališču Berkeley Repertory zaigrala v igri Patricka Marberja, Closer, za katero je s strani kritikov prejemala v glavnem pozitivne ocene. Igro so začeli izvajati maja 2000 in jo izvajali vse do sredine julija tistega leta. Maggie Gyllenhaal je od takrat zaigrala še v številnih drugih gledaliških igrah, vključno z igrami Vihar, Antonij in Kleopatra, The Butterfly Project in No Exit.

### 2002–2005: Preboj
Maggie Gyllenhaal je svoj preboj doživela, ko je leta zaigrala v črni komediji Tajnica (2002), filmu o dveh ljudeh, ki se začneta v svojem BDSM-jevskem načinu življenja obojestransko izpopolnjevati. Kritik revije New York Times, Stephen Holden, je napisal: »Vloga Lee, ki jo je odigrala Maggie Gyllenhaal, prežeta s komičnimi dodatki in umirjeno sladkobnostjo, bi jo morala spremeniti v zvezdo.« Mick LaSalle iz revije San Francisco Chronicle je napisal: »Maggie Gyllenhaal je kot samo-uničujoča tajnica skrivnostna in, na trenutke, razumevajoča.« Film je s strani filmskih kritikov v glavnem prejemal pozitivne ocene, njen nastop v filmu pa je Maggie Gyllenhaal prislužil nagrado National Board of Review of Motion Pictures Award v kategoriji za »najboljši prebojni nastop igralke«, njeno prvo nominacijo za zlati globus in nominacijo za nagrado Independent Spirit Award. Film Tajnica je bil prvi film, v katerem so se pokazale njene popolnoma gole podobe. Čeprav jo je scenarij za film navdušil, je imela na začetku nekaj pomislekov glede svojega sodelovanja pri njem, saj je verjela, da bi s filmom lahko prenašala anti-feministično sporočilo gledalcem. Po previdnem pogovoru o scenariju z režiserjem filma, Stevenom Shainbergom, se je strinjala, da se bo pridružila projektu. Čeprav je vztrajala, da je Steven Shainberg ni izkoristil, je dejala, da se je »ob začetku snemanja počutila prestrašeno« in da »v napačnih rokah ... celo v samo malce manj intiligentnih rokah bi ta film lahko izpadel zelo čudaško.« Od takrat naprej je precej previdna pri pogovorih o raznih vlogah v filmih, saj »se včasih dinamike, ki jih raziskujete pri svojem delu, lahko tebi navkljub zlijejo tudi v tvoje življenje.«
Nato je zaigrala stransko vlogo v komični drami Prilagajanje (2002), filmu, ki je pripovedoval zgodbo o scenaristu Charlieju Kaufmanu in času, ko se trudi roman The Orchid Thief pretvoriti v film. Nato se je Maggie Gyllenhaal pojavila v biografiji brez avtorja, Izpovedi nevarnega uma (2002), kjer je bila del igralske zasedbe, ki so jo sestavljali igralci, kot so Sam Rockwell, Drew Barrymore, George Clooney in Julia Roberts. Film je po vsem svetu zaslužil 33 milijonov $. Istega leta je imela manjšo vlogo v komediji 40 dni in 40 noči.
Leta 2003 je kot Giselle poleg Julie Roberts, Kirsten Dunst, Julie Stiles, Marcie Gay Harden in Ginnifer Goodwin zaigrala v filmu Nasmeh Mone Lise. V intervjuju z revijo The Daily Telegraph je razkrila, da je vlogo sprejela zato, ker si je »vedno želela igrati nekoga, ki se počuti samozavestno v svoji koži privlačne, lepe ženske«. Film je s strani filmskih kritikov prejemal v glavnem negativne ocene, Manohla Dargis, novinarka revije Los Angeles Times ga je, na primer, opisala kot »domišljavega in reduktivnega«. Sledili sta vlogi v dveh manjših neodvisnih filmih: Novo življenje (2003), zgodba o šestih ameriških ženskah, ki nestrpno čakajo, da bodo po dolgem času končno izpolnili njihove zahteve glede stalnega prebivališča v neznani državi v Južni Ameriki, še preden odidejo po dojenčke, ki so jih posvojile ter Kriminal (2004), priredba argentinskega filma Devet kraljic z Johnom C. Reillyjem in Diegom Luno. Maggie Gyllenhaal je igrala odkrito hotelsko upravnico, ki je prisiljena pomagati svojemu nepoštenemu bratu (zaigral ga je John C. Reilly) tako, da zapelje eno izmed njegovih žrtev. Leta 2004 so jo povabili k članstvu Akademije umetnosti v filmu in znanosti (Academy of Motion Picture Arts and Sciences). Nato je zaigrala v HBO-jevem filmu Strip Search (2004), kjer je upodobila ameriško študentko na Kitajskem, kjer je osumljena terorizma.
Leta 2004 se je Maggie Gyllenhaal vrnila v gledališče v Los Angelesu in zaigrala Priscillo, Homebodyjevo hčerko, ki večino časa preživi v iskanju svoje nedosegljive mame, ki se je takrat nahajala v Kabulu, Afganistan, v igri Tonyja Kushnerja, Homebody/ Kabul. Tony Kushner ji je vlogo v igri Homebody/ Kabul dodelil predvsem zaradi njenega močnega nastopa v igri Closer. Ben Brantley iz revije The New York Times je napisal: »Gdč. Gyllenhaal nam zagotovi bistveno povezavo med deli naslova igre.« John Heilpern iz revije The New York Observer je menil, da je bil nastop Maggie Gyllenhaal »prepričljiv«. Ker so jo pričeli obravnavati kot seks simbol, se je Maggie Gyllenhaal v letih 2004 in 2005 uvrstila na seznam »100 najprivlačnejših« revije Maxim.
Njen naslednji film je bila komedija Srečni konci (2005), v kateri je igrala pustolovsko pevko, ki zapelje mladega gejevskega glasbenika (zaigral ga je Jason Ritter) ter njegovega bogatega očeta (Tom Arnold). Posnela je nekaj pesmi za soundtrack filma, vlogo samo pa je označila za »najbolj surovo, strašljivo vlogo vseh časov« in dodala, da se sama sebi zdi bolj naravna med petjem na ekranih kot pa med igranjem. Lisa Schwarzbaum iz revije Entertainment Weekly je njen nastop v filmu opisala kot »tako čudovit in naravno privlačen kot je njen umetni lik sploh lahko.«

### 2006 - danes: Zdajšnja kariera
Po filmu Srečni konci je Maggie Gyllenhaal leta 2006 zaigrala v filmih Moškemu velja zaupati, Bolj čudno kot fikcija, Hiša pošast, World Trade Center in Sherrybaby. V filmu Moškemu velja zaupati, kjer so poleg nje igrali tudi Julianne Moore, David Duchovny in Billy Crudup, je zaigrala Tobyjevo (zaigral ga je Billy Crudup) dekle Elaine, s katerim sta hodila že sedem let in sta začela razmišljati o tem, da bi se ustalila in si ustvarila družino. Film je bil kritično in finančno neuspešen. Ethan Alter iz revije Premiere je menil, da sta bila nastopa Maggie Gyllenhaal in Davida Duchovnyja »bolj preprosta,« po njegovem mnenju zato, ker sta »takšne like igrala že prej«. V filmu Bolj čudno od fikcije ima vlogo simpatije Harolda Cricka, ki ga je upodobil Will Ferrell. Njen nastop v filmu je bil s strani filmskih kritikov v glavnem pohvaljen; Mike Straka iz kanala Fox News je, na primer, napisal: »Gyllenhaalova še v nobenem filmu ni bila tako privlačna in zaradi njenega sodelovanja s Ferrellom je to eden izmed njenih najboljših filmov, čas, ko je igrala v neodisnih filmih, pa je brez dvoma pretekel.« V animirani grozljivki Hiša pošast je glas posodila liku Elizabeth »Zee«. Maggie Gyllenhaal je zaigrala Allison Jimeno, ženo načelnika pristaniške uprave, Willa Jimena, v filmu Oliverja Stonea, World Trade Center, ki je temeljil na terorističnih napadih 11. septembra 2001 ter na istoimenskih stolpih, postavljenih v New Yorku. Dejala je, da je bil to »eden izmed filmov, ki jih je bilo najbolj zabavno snemati.« Film je s strani filmskih kritikov v glavnem prejemal pohvale in doživel velik uspeh povsod po svetu, saj je zaslužil 162 milijonov $.
V filmu Sherrybaby je Maggie Gyllenhaal zaigrala mlado tatico, ki je zasvojena z drogami, vendar se potem, ko pristane v zaporu, poskuša poboljšati in vzpostaviti normalen odnos s svojo hčerko. Med promocijo filma je o upodobitvi lika dejala: »Mislim, da je na tako hudi ravni, da so vse takšne poskušnje le naivni, a močni upi. In medtem ko sem igrala vlogo, sem iskala užitek in upanje v vsem, celo v res groznih rečeh. Zato sem bolečino zares čutila šele potem, ko se je snemanje filma že končalo.« Njen nastop v filmu je bil s strani kritikov sprejet pozitivno: David Germain iz revije Associated Press je napisal: »Gyllenhaalova Sherry s svojo globino in svojim bogastvom Sherry naredi tako človeško ... tako je lik simpatičen celo v najtemnejših in najšibkejših trenutkih«, Dennis Harvey iz revije Variety pa je njen nastop označil za »naraven«. Za svoje delo si je Maggie Gyllenhaal prislužila drugo nominacijo za zlati globus v kategoriji za »najboljšo igralko« in leta 2006 prejela nagrado filmskega festivala v Stockholmu v isti kategoriji.
Leta 2008 je Maggie Gyllenhaal zaigrala v filmu Vitez teme, nadaljevanju filma Batman: Na začetku (2005), kjer je nadomestila Katie Holmes kot asistentka okrožnega tožilca, Rachel Dawes. Menila je, da je njen lik »dekle v stiski«, vendar je režiser filma, Christopher Nolan, iskal načine za izboljšanje njene vloge, ki je bila precej drugačna od tistih, ki jih je Maggie Gyllenhaal igrala do takrat, pri čemer je povedal: »Rachel je zelo jasna glede tega, kaj je njej pomembno in čemu ni pripravljena podrejati svoje morale, kar je prijetna sprememba.« Film Vitez teme je požel velik finančni uspeh in postavil rekord za največji zaslužek ob prvem tednu od izida v Severni Ameriki. Po vsem svetu je zaslužil 1 milijardo $, postal je četrti najbolje prodajan film vseh časov (danes je na sedmem mestu, saj so ga prehiteli filmi Avatar iz leta 2009 ter Svet igrač 3 in Alica v čudežni deželi iz leta 2010) in do danes ostaja komercialno najuspešnejši film Maggie Gyllenhaal. V oceni filma za spletno stran Salon.com je Stephanie Zacharek njen lik označila za »neprebavljiv posladek v stanwyškem stilu s poševnim izrezom na obleki« in dejala, da film »postane pametnejši in prožnejši, ko se na ekranu pojavi ona.« Filmski kritik revije IGN, Todd Gilchrist, je napisal: »Maggie Gyllenhaal Rachel Dawes doda pravo globino in energijo.«
Maggie Gyllenhaal je zaigrala Yeleno v Off Broadwayjski gledališki igri Classic Stage Company, Uncle Vanya, ki jo je napisal Anton Chekhov, uprizarjali pa so jo v New Yorku. Igralsko zasedbo so poleg nje sestavljali še Peter Sarsgaard, Mamie Gummer, Denis O'Hare in George Morfogen. Igro, ki jo je režiral Austin Pendleton, so začeli uprizarjati 17. januarja 2009, prenehali pa 1. marca tistega leta. Joe Dziemianowicz iz revije New York Daily News je bil nekoliko manj navdušen nad njenim nastopom: »Maggie Gyllenhaal, ki je bila kot zasvojenka v filmu Sherrybaby tako dinamična, Yeleno zaigra s počasnim gibanjem in monotonično, pri čemur pa izpusti svoj značilni nasmeh, za katerim se skriva Sherry.« Kakorkoli že, Malcolm Johnson iz revije Hartford Courant jo je pohvalil, saj naj bi vlogo zaigrala z »ultimatno razcvetljenostjo«.
Maggie Gyllenhaal se je strinjala s tem, da je zaigrala v komediji Greva (2009), kjer je zaigrala bohemsko profesorico s kolidža, ki je stara prijateljica lika Johna Krasinskija. Filmu so kritiki dodeljevali mešane ocene, Owen Gleiberman iz revije Entertainment Weekly pa je, na primer, njen nastop opisal kot »več kot vrhunski«. A. O. Scott iz revije New York Times je pohvalil njen nastop in nastop njene soigralke iz filma, Allison Janney, ter napisal, da sta bili »obe precej zabavni«. Poleg tega je napisal: »Gdč. Gyllenhaal je zaigrala seksualno vlogo v 'skupnosti morskih konjičkov', kar je scenarijev edini zadetek v polno.« Nato je zaigrala v glasbeni drami Crazy Heart, kjer je zaigrala novinarko Jean Craddock, ki se zaljubi v glasbenika Bada Blakea (upodobil ga je Jeff Bridges. Film so kritiki v glavnem hvalili, pohvalili pa so tudi nastop Maggie Gyllenhaal. Peter Travers iz revije Rolling Stone je napisal, da je bila »kot Jean zabavna, ganljiva in polna življenja« ter da je bila njena vloga »konvencionalno zasnovana, vendar jo je Maggie Gyllenhaal zaigrala tako, da je temeljila na intiligenci in občutkih.« Njen nastop ji je prislužil nominacijo za oskarja v kategoriji za »najboljšo stransko igralko«.
Leta 2010 je Maggie Gyllenhaal zaigrala v filmu Nanny McPhee and the Big Bang, nadaljevanju filma Varuška McPhee iz leta 2005. Zaradi vloge se je morala naučiti govoriti s pravilnim angleškim naglasom. Filmu so kritiki dodelili mešane ocene, po svetu pa je zaslužil 93 milijonov $. Pojavila se je tudi v PBS-jevi dokumentarni seriji Independent Lens, in sicer kot voditeljica. Potrdili so tudi, da je Maggie Gyllenhaal podpisala pogodbo za igranje v neodvisnem filmu Hysteria, ki bo govoril o nastanku vibratorja.
Februarja 2011 je Maggie Gyllenhaal zaigrala v še eni igri, ki jo je spisal Anton Chekhov, in sicer kot Masha v igri Austina Pendletona, Three Sisters, ki so jo uprizarjali v gledališču Classic Stage Company. Igra govori o sestrah Prozorov (zaigrale so jih Maggie Gyllenhaal, Jessica Hecht in Juliet Rylance), »nesrečno zaljubljenih in nesrečnih v svojem domovanju, zaradi česar hrepenijo po vrnitvi v Moskvo,« kot jih je opisal Bloombergov Jeremy Gerard. Off Broadwayjsko gledališko igro so pričeli uprizarjati 12. januarja 2011 in končali 6. marca tistega leta.

## Zasebno življenje
Maggie Gyllenhaal ima razmerje s Petrom Sarsgaardom, dobrim prijateljem svojega brata Jakea, od leta 2002 dalje. Aprila 2006 sta oznanila zaroko. Imata hčerko Ramono, ki se je rodila 6. oktobra 2006 in skupaj z njo živita v Brooklynu, v New Yorku. 2. maja 2009 sta se poročila v Brindisiju, Italija.
Maggie Gyllenhaal je politično zelo aktivna. Na podelitvi nagrad Independent Spirit Awards je spregovorila o tem, da nasprotuje Iraški vojni, saj naj bi bila glavna razloga za invazijo »olje in imperializem«. Maggie Gyllenhaal je tudi sodelovala pri kampanji »Ustvarjalci, združeni za zmago brez vojne«, s katero je začel Robert Greenwald in katere cilj je bilo delovati proti vojni v Iraku. Skupaj z bratom Jakeom je posnela reklamo za organizacijo Rock the Vote in obiskala univerzo Južne Kalifornije, kjer sta študente spodbujala k temu, da bi tudi oni sodelovali na predsedniških volitvah leta 2004, kjer je podpirala Johna Kerryja. Pri volitvah leta 2008 je podpirala Baracka Obamo. Sodelovala je tudi pri kampanji organizacije American Civil Liberties Union (ACLU), ki jo njena družina zelo podpira.
Poleg igranja je kot fotomodel delala za podjetja Miu Miu, Reebok in Agent Provocateur, posnela pa je tudi avdio-knjigo, prvo celotno verzijo romana Sylvie Plath, The Bell Jar. Maggie Gyllenhaal podpira neprofitno organizacijo Witness, ki s pomočjo video in spletne tehnologije opozarja na kršenje človekovih pravic. Skupaj z Petrom Gabrielom, ustanoviteljem organizacije, je vodila dobrodelno večerjo novembra leta 2007. Pomagala je zbirati denar za neprofitno organizacijo TrickleUp.org, ki obubožanim ljudem pomaga začeti z mikropodjetjem. Za eno izmed dobrodelnih prireditev je pomagala oblikovati in promovirati ogrlico, ki je stala 100 $; zaslužek od vseh prodanih produktov je odšel v dobrodelne namene. Oktobra 2008 je vodila prireditev »Modno naraven« (»Fashionably Natural«), ki sta jo v Los Angelesu organizirali podjetji Gen Art in SoyJoy Na prireditvi so predstavili štiri prihajajoče izdelke, ki so bili narejeni iz izključno naravnih in okolju prijaznih materialov.

### Komentarji napadov 11. septembra 2001
Maggie Gyllenhaal so večkrat kritizirali zaradi komentarjev glede letalskih napadov 11. septembra 2001 leta 2005 v intervjuju s kanalom NY1 na filmskem festivalu Tribeca. Takrat je dejala: »Menim, da je tudi Amerika naredila nekaj graje vrednih stvari in je na nek način odgovorna za te dogodke ...« V odziv kritikam je izdala izjavo, v kateri je dejala, da je bila to »priložnost, da je nekdo dovolj pogumen in postavi nekaj resnih vprašanj o vlogi Amerike v svetu« in da se ji je zdelo »primerno, da se kot posamezniki ali kot narod vprašamo, kako smo zavedno ali nezavedno pripomogli k tem konfliktom.« Zanikala je, da je kadarkoli dejala, da so bili napadi zasluženi. Kasneje je dejala, da te komentarje obžaluje in da se ti filmski intervjuji niso dogajali na »mestu, primernem« za pogovore o politiki. Dejala je tudi, da gasilcem ni želela pokazati »ničesar drugega kot hvaležnost in občudovanje« in da bi morala biti »nežnejša in bolj pozorna« pri svojih komentarjih.
Maggie Gyllenhaal se je nazadnje leta 2006 na snemanju filma World Trade Center spoznala častnika pristaniške uprave, Willa Jimena, ter njegovo ženo Allison. Dejala je, da pri projektu ne bo sodelovala, če bi Jimenova to želela, vendar je Allison Jimeno dejala, da sta z možem zadovoljna z njo in da nimata »z [njenim] filmom nobenih težav«.

## Filmografija
| Leto | Naslov                        | Vloga               | Opombe |
| ---- | ----------------------------- | ------------------- | --- |
| 1992 | Waterland                     | Maggie Ruth         | |
| 1993 | A Dangerous Woman             | Patsy               | |
| 1996 | Shattered Mind                | Clothes clerk       | TV |
| 1998 | Homegrown                     | Christina           | |
| 1998 | The Patron Saint of Liars     | Lorraine Thomas     | TV |
| 1999 | Resurrection                  | Mary                | TV |
| 2000 | The Photographer              | Mira                | |
| 2000 | Cecil B. Demented             | Raven               | |
| 2001 | Fantje mojega življenja       | Amelia Forrester    | |
| 2001 | Donnie Darko                  | Elizabeth Darko     | |
| 2002 | Izpovedi nevarnega uma        | Debbie              | Chicago Film Critics Association Award za najbolj obljubljajočega izvajalca |
| 2002 | Adaptation.                   | Caroline Cunningham | Chicago Film Critics Association Award za najbolj obljubljajočega izvajalca |
| 2002 | 40 Days and 40 Nights         | Sam                 | |
| 2002 | Tajnica                       | Lee Holloway        | Boston Society of Film Critics Award za najboljšo igralko Central Ohio Film Critics Association Award za najboljšo igralko Chicago Film Critics Association Award za najbolj obljubljajočega izvajalca Directors' Week Award za najboljšo igralko Florida Film Critics Circle Award za prebojno nagrado Pauline Kael Gotham Award za prebojnega ustvarjalca National Board of Review Award za najboljši prebojni nastop igralke Online Film Critics Society Award za najboljši prebojni nastop Nagrada pariškega filmskega festivala za najboljšo igralko Nominirana — Chlotrudis Award za najboljšo igralko Nominirana — Empire Award za najboljšo igralko Nominirana — Zlati globus za najboljšo igralko - Glasbeni film ali komedija Nominirana — Independent Spirit Award za najboljšo glavno žensko igralko Nominirana — MTV Movie Award za najboljši prebojni nastop Nominirana — Online Film Critics Society Award za najboljšo igralko Nominirana — Phoenix Film Critics Society Award za najboljšo igralko Nominirana — Phoenix Film Critics Society Award za najboljšega novinca Nominirana — Satellite Award za najboljšo igralko - Glasbeni film ali komedija |
| 2003 | Nasmeh Mone Lise              | Giselle Levy        | |
| 2003 | Novo življenje                | Jennifer            | |
| 2004 | Kriminal                      | Valerie             | |
| 2004 | Strip Search                  | Linda Sykes         | TV |
| 2005 | The Great New Wonderful       | Emme                | |
| 2005 | Srečni konci                  | Jude                | Nominirana — Independent Spirit Award za najboljšo stransko žensko |
| 2006 | Bolj čudno kot fikcija        | Ana Pascal          | Nominirana — Saturn Award za najboljšo igralko |
| 2006 | Trust the Man                 | Elaine              | |
| 2006 | Sherrybaby                    | Sherry Swanson      | Nagrada mednarodnega filmskega festivala v Karlovih Varih za najboljšo igralko Nagrada mednarodnega filmskega festivala v Milanu za najboljšo igralko Prism Award za najboljši nastop v filmu Nagrada mednarodnega filmskega festivala v Stockholmu za najboljšo igralko Nominirana — Chicago Film Critics Association Award za najboljšo igralko Nominirana — Zlati globus za najboljšo igralko - Filmska drama Nominirana — London Film Critics Circle Award za igralko leta Nominirana — Satellite Award za najboljšo igralko - Filmska drama |
| 2006 | Pariz, ljubim te              | Liz                 | Samo del »Quartier des Enfants Rouges« |
| 2006 | World Trade Center            | Allison Jimeno      | |
| 2006 | Hiša pošast                   | Elizabeth »Zee«     | Samo glas Nominirana — Annie Award za najboljše glasovno igranje v animiranem filmskem projektu |
| 2008 | Vitez teme                    | Rachel Dawes        | Central Ohio Film Critics Association Award za najboljšo igralsko zasedbo People's Choice Award za najljubšo igralsko zasedbo Nominirana — Broadcast Film Critics Association Award za najboljšo igralsko zasedbo Nominirana — Saturn Award za najboljšo igralko |
| 2009 | Greva                         | Ellen »LN«          | |
| 2009 | Crazy Heart                   | Jean Craddock       | Nominirana — Oskar za najboljšo stransko igralko Nominirana — Dallas-Fort Worth Film Critics Association Award za najboljšo stransko igralko |
| 2010 | Nanny McPhee and the Big Bang | Ga. Green           | |